# Luis Olivas
Luis Alejandro Olivas Salcedo (* 10. Februar 2000 in Tepic, Nayarit) ist ein mexikanischer Fußballspieler auf der Position eines Verteidigers.

## Leben
Der aus dem Nachwuchsbereich des Club Deportivo Guadalajara stammende Luis Olivas wurde im Erwachsenenalter zunächst für die Saison 2019/20 an den spanischen Drittligisten CD Tudelano ausgeliehen. Nachdem er einen Großteil des zweiten Halbjahrs 2020 beim Chivas-Farmteam Club Deportivo Tapatío verbracht hatte, wurde er Ende desselben Jahres in die erste Mannschaft des Club Deportivo Guadalajara aufgenommen und gab sein Debüt in der höchsten Spielklasse am 2. Dezember 2020 in einem Heimspiel gegen den Club León, das 1:1 endete.
Bereits ein Jahr später, am 8. Dezember 2022, kam Olivas erstmals für die mexikanische Fußballnationalmannschaft zum Einsatz, als diese gegen Chile ein 2:2 erzielte.